# یوکاری ناصرلی (گول‌باشی)
یوکاری ناصرلی (به ترکی استانبولی: Yukarınasırlı) یک منطقهٔ مسکونی در ترکیه است که در گول‌باشی واقع شده‌است.